# Рядовка опёнковидная
Рядо́вка опёнкови́дная, или перевя́занная (лат. Tricholóma focále) — вид шляпочных грибов, входящий в род Рядовка (Tricholoma).
Довольно редкий вид, образующий микоризу с сосной.

## Описание
Плодовые тела шляпконожечные, мясистые. Шляпка у взрослых грибов 3—11(15) см в диаметре, узко-выпуклая, затем выпуклая и плоско-выпуклая, с подвёрнутым, при распрямлении часто волнистым краем. Поверхность радиально-волокнистая, с возрастом, особенно ближе к краю, волокнисто-чешуйчатая, во влажную погоду клейкая и слизистая. Окраска неоднородная, с огненно-красными до жёлто-коричневых и жёлто-оливковыми пятнышками и прожилками.
Пластинки частые, приросшие к ножке, иногда переплетающиеся, у молодых грибов бледно-розовато-кремовые, затем грязно-желтоватые, с возрастом и при повреждении — с коричневыми пятнами. Край пластинок неровный, нередко с тёмными пятнами.
Мякоть белая, не изменяющая окраску на воздухе, с неприятным, часто сильным мучным запахом и неприятным вкусом.
Ножка 4—11 см длиной и 0,8—3 см толщиной, центральная, цилиндрическая, в волокнистым до шерстистого кольцом, над кольцом белая до бледно-коричневатой, под ним с красно-коричневыми чешуйками и поясками на беловатом фоне.
Споровый отпечаток белого цвета. Споры 4,5—6×3—4 мкм, широкоэллиптические. Базидии четырёхспоровые, 18—32×7—9 мкм. Цистиды отсутствуют.
Малоизвестный съедобный гриб невысокого качества. Употребляется в пищу в свежем виде.

### Сходные виды
- Tricholoma robustum (Alb. & Schwein.) Ricken, 1914 встречается в схожих местообитаниях, отличается более крупными спорами — 5,5—7×3—4 мкм. Филогенетически очень близкий вид, едва отличающийся по молекулярным данным.

## Распространение и экология
Широко распространённый в Европе и Северной Америке вид, местами обильный, однако повсеместно довольно редкий. Включён в Красные книги ряда европейских государств.
Образует микоризу с сосной. Встречается в светлых сосняках на бедных песчаных почвах.

## Таксономия

### Синонимы
- Agaricus focalis Fr., 1838basionym
- Armillaria caussetta Barla, 1887
- Armillaria focalis (Fr.) P.Karst., 1879
- Armillaria rufa Quél., 1881
- Gyrophila rufa (Quél.) Quél., 1886
- Tricholoma focale var. caussetta (Barla) Bon, 1976
- Tricholoma robustum f. focale (Fr.) Pilát, 1951